# Morti nel 1613
| Questa pagina contiene informazioni ricavate automaticamente dalle voci biografiche con l'ausilio del template Bio e di un bot. L'aggiornamento è periodico e automatico e ricostruisce completamente la pagina. Se manca una persona in questa lista, sei pregato di non aggiungerla, ma accertati piuttosto che la sua voce biografica contenga il template Bio e che i dati anagrafici siano correttamente compilati. Se il template Bio manca, inseriscilo tu stesso o, in alternativa, metti l'avviso {{tmp\|Bio}} che ne segnala la mancanza. Se i dati riportati sono sbagliati, correggi direttamente la voce biografica; le modifiche saranno visibili in questa lista entro pochi giorni. Per chiarimenti vedi il progetto biografie. La lista contiene solo le 77 persone che sono citate nell'enciclopedia e per le quali è stato implementato correttamente il template Bio. Pagina aggiornata al 31 ago 2024. |

## Gennaio(6)
- 2 gennaio - Salima Sultan Begum, principessa e poetessa indiana (n. 1539)
- 4 gennaio - Giuliano Cesarini, nobile italiano (n. 1572)
- 18 gennaio - Regina Protmann, religiosa tedesca (n. 1552)
- 19 gennaio - Giovanni Andrea Caligari, vescovo cattolico e diplomatico italiano (n. 1527)
- 20 gennaio - Ercole Abbati, pittore italiano (n. 1573)
- 27 gennaio - Anna di Sassonia, nobildonna tedesca (n. 1567)

## Febbraio(7)
- 8 febbraio - Shinjō Naoyori, militare giapponese (n. 1538)
- 11 febbraio - Guido Mazenta, nobile e politico italiano
- 14 febbraio - Giovanni Battista della Concezione, religioso spagnolo (n. 1561)
- 16 febbraio - Mikalojus Daukša, presbitero, umanista e letterato lituano
- 22 febbraio - Girolamo Brunelli, insegnante e traduttore italiano (n. 1549)
- 27 febbraio - Pietro Fachetti, pittore e incisore italiano (n. 1539)
- 28 febbraio - Lupercio Leonardo de Argensola, poeta, drammaturgo e storico spagnolo (n. 1559)

## Marzo(6)
- 9 marzo - Giovanni Battista Bassano, pittore italiano (n. 1553)
- 15 marzo - Juan Fernández de Velasco, politico e diplomatico spagnolo
- 16 marzo - Ikeda Terumasa, militare giapponese (n. 1565)
- 26 marzo - Bartolomeo Dionigi, traduttore e religioso italiano (n. 1544)
- 27 marzo - Zsigmond Báthory, nobile rumeno (n. 1572)
- 27 marzo - Monserrat Rosselló, giurista spagnolo (n. 1568)

## Aprile(3)
- 8 aprile - Giovanni Finetti, avvocato e giurista italiano (n. 1529)
- 10 aprile - Aoyama Tadanari, militare giapponese (n. 1551)
- 14 aprile - Giovanni Francesco Leone, vescovo cattolico italiano (n. 1543)

## Maggio(3)
- 15 maggio - Urbano Monti, geografo e cartografo italiano (n. 1544)
- 16 maggio - Jerzy Mniszech, drammaturgo e filosofo polacco (n. 1548)
- 19 maggio - Domenico Bollani, vescovo cattolico italiano (n. 1552)

## Giugno(4)
- 13 giugno - Ōkubo Nagayasu, militare giapponese (n. 1545)
- 15 giugno - Cigoli, pittore, architetto e scultore italiano (n. 1559)
- 16 giugno - Jakob Christmann, astronomo e orientalista tedesco (n. 1554)
- 22 giugno - Antonino Spatafora, pittore, architetto e cartografo italiano

## Luglio(4)
- 2 luglio - Bartholomaeus Pitiscus, matematico, astronomo e teologo tedesco (n. 1561)
- 10 luglio - Giulio Cesare Martinengo, compositore italiano
- 18 luglio - Hipacy Pociej, arcivescovo cattolico, teologo e scrittore polacco (n. 1541)
- 30 luglio - Enrico Giulio di Brunswick-Lüneburg, vescovo luterano tedesco (n. 1564)

## Agosto(4)
- 1º agosto - Francesco Grimaldi, architetto e religioso italiano (n. 1543)
- 8 agosto - Alessandro Borghi, vescovo cattolico italiano (n. 1559)
- 10 agosto - Sallustio Tarugi, arcivescovo cattolico italiano
- 18 agosto - Giovanni Maria Artusi, compositore e teorico musicale italiano (n. 1540)

## Settembre(3)
- 8 settembre - Carlo Gesualdo, compositore italiano (n. 1566)
- 11 settembre - Clelia Farnese, nobildonna italiana (n. 1556)
- 15 settembre - Thomas Overbury, poeta e saggista inglese (n. 1581)

## Ottobre(3)
- 8 ottobre - Sebastián de Covarrubias, lessicografo, crittografo e presbitero spagnolo (n. 1539)
- 9 ottobre - Asano Yoshinaga, militare giapponese (n. 1576)
- 26 ottobre - Johann Bauhin, botanico e medico svizzero (n. 1541)

## Novembre(4)
- 1º novembre - Flaminio Piatti, cardinale italiano (n. 1552)
- 6 novembre - Martin Ruzé de Beaulieu, politico francese (n. 1526)
- 9 novembre - Ōkubo Tadasuke, militare giapponese (n. 1537)
- 23 novembre - Charles Philippe de Croÿ, militare e politico olandese (n. 1549)

## Dicembre(5)
- 6 dicembre - Angelo Guerra d'Anagni, pittore italiano (n. 1537)
- 6 dicembre - Anton Praetorius, religioso e scrittore tedesco (n. 1560)
- 7 dicembre - Simone VI di Lippe, nobile tedesco (n. 1554)
- 29 dicembre - Traiano Boccalini, scrittore italiano (n. 1556)
- 30 dicembre - Lucrezio Gravisi, militare e mercenario italiano (n. 1558)

## Senza giorno specificato(25)
- Abu Faris Abd Allah, sultano marocchino
- Izumo no Okuni, attrice teatrale e ballerina giapponese
- Muhammad al-Shaykh al-Ma'mun, sultano marocchino
- Durante Alberti, pittore italiano
- Giovanni Battista Caccini, scultore e architetto italiano (n. 1556)
- Giovan Battista Cavagna, architetto, ingegnere e pittore italiano
- Henry Constable, poeta inglese (n. 1562)
- Cesare Corte, pittore e architetto italiano (n. 1550)
- Simone De Magistris, pittore e scultore italiano
- Pietro Delitala, poeta italiano
- Giovanni Francesco Fiammelli, matematico e ingegnere militare italiano (n. 1565)
- Giovanni Agostino Giustiniani Campi, doge (n. 1538)
- Pietro Granetto, avvocato e scrittore francese
- Willem Hessels van Hest, teologo olandese (n. 1542)
- Angelo Ingegneri, poeta italiano (n. 1550)
- Kani Saizō, militare giapponese (n. 1554)
- Beatrice Michiel, nobildonna italiana (n. 1553)
- Giannantonio Orsini, nobile italiano (n. 1569)
- Flaminio Ponzio, architetto italiano (n. 1560)
- Serafino Razzi, scrittore italiano (n. 1531)
- Ventura Salimbeni, pittore e incisore italiano (n. 1568)
- Antonio Santucci, astronomo e scienziato italiano (n. 1550)
- Ivan Susanin, patriota russo
- Belisario Vinta, politico italiano (n. 1542)
- Filipe de Brito e Nicote, avventuriero e mercenario portoghese (n. 1566)